# Кейн, Джеймс
Джеймс Кейн (англ. James Mallahan Cain; 1 июля 1892 — 27 октября 1977) — американский писатель и журналист, автор детективных романов, повестей и рассказов.

## Биография
Кейн родился в 1892 году в Аннаполисе, столице штата Мэриленд. После окончания школы в 1910 Кейн сменил несколько профессий (учитель, дорожный инспектор, певец, продавец страховок) и с 1917 года стал работать корреспондентом газеты «Балтимор Сан» (англ. The Baltimore Sun), одной из лучших американских газет того времени. Журналистская карьера Кейна оказалась успешной, и в 1924 году он переезжает в Нью-Йорк.
После Великой депрессии, в 1931 году, Кейн отправляется в Голливуд работать сценаристом для студии «Парамаунт Пикчерз». Его первый сценарий — детективный рассказ «Младенец в холодильнике» — довольно успешен, и Кейн принимается за свой первый роман. Это заняло шесть месяцев. Опубликованный в 1934 «Почтальон всегда звонит дважды» становится одной из первых коммерчески успешных американских книг: бестселлер в твёрдом переплёте, бестселлер в мягком переплёте, театральная постановка, экранизация.
До 1941 года Кейн очень успешно работает в жанре чёрного детектива, его романы, повести и рассказы пользуются огромной популярностью у критиков и читателей. Его последнее произведение в этом жанре — роман «Милдред Пирс» (1941).
После войны Кейн вместе со своей третьей женой возвращается на восточное побережье и продолжает писательскую деятельность, но уже без особого успеха. Умер Кейн в возрасте 85 лет от алкоголизма в Хайятсвилль, шт. Мэрилэнд.

## Творчество
Кейн, наряду с Д. Хэмметом и Р. Чандлером, считается основоположником американского крутого детектива. Лучшие произведения Кейна в этом жанре — роман «Почтальон всегда звонит дважды» и повесть «Двойная страховка». В отличие от других мастеров крутого детектива Кейн не сотрудничал с pulp-журналами и в его книгах нет частных детективов; но основные элементы его книг — преступление, секс и жестокость.
Сюжеты большинства его книг 1930-х — 1940-х годов похожи и основаны на образе роковой женщины: мужчина встречает femme fatale, она вовлекает его в преступление и в конечном итоге обманывает и предаёт. Экранизации чёрных романов Кейна, особенно «Двойная страховка», стали классикой кинематографического жанра нуар.
Послевоенное творчество Кейна, в основном исторические романы, популярностью у критиков и читателей не пользовалось.
В 2011 году издательство «Hard Case Crime» подготовило к печати утерянный роман Кейна «Официантка с коктейлями». В книге рассказана история молодой женщины, которая устраивается работать официанткой в коктейль-бар после загадочной смерти мужа и находит среди посетителей и нового супруга, пожилого богача, и новую любовь в лице молодого человека.

### Романы и повести
- Почтальон всегда звонит дважды / The Postman Always Rings Twice (1934)
- Двойная страховка / Double Indemnity (1936)
- Серенада / Serenade (1937)
- Милдред Пирс / Mildred Pierce (1941)
- Растратчик / The Embezzler (1944)
- Бабочка / The Butterfly (1947)
- Имитация смерти
- Виновница его мучений / The Root of his Evil
- Официантка с коктейлями / The Cocktail Waitress

### Рассказы
- Младенец в холодильнике / The Baby in the Icebox (1933)
- Труп на рельсах / Dead Man (1936)
- Пастораль / Pastorale (1938)
- Девушка под дождем / The Girl in the Storm (1940)
- Побег / Joy Ride to Glory (1981)

## Экранизации
- Последний поворот, 1939 (реж. П. Шеналь)
- Одержимость, 1943 (реж. Л. Висконти)
- Двойная страховка, 1944 (реж. Б. Уайлдер, сценарий Р. Чандлер)
- Милдред Пирс, 1945 (реж. М. Кёртиц)
- Почтальон всегда звонит дважды, 1946 (реж. Т. Гарнетт)
- Серенада, 1956 (реж. М. Ланца)
- Жар тела, 1981 (реж. Л. Кэздан) — основа для сюжета — «Двойная страховка».
- Почтальон всегда звонит дважды, 1981 (реж. Б. Рэфелсон)
- Йерихов, 2008 (реж. Кристиан Петцольд)
- Милдред Пирс, 2011 (реж. Тодд Хейнс)